# 1938年波蘭對立陶宛的最後通牒
1938年波兰向立陶宛的最後通牒是1938年3月17日波蘭要求立陶宛恢復外交關係而發出的通牒。1920年后立陶宛政府坚决拒绝与波兰建立外交关系，抗议波兰吞并维尔纽斯地区。随着二战前欧洲紧张局势的加剧，波兰认为有必要确保其北部边界的安全。波兰了解到国际承认纳粹德国吞并奥地利的支持，决定擴張自己的勢力範圍，並向立陶宛发出最后通牒。
最后通牒要求立陶宛政府无条件同意与华沙在48小时之内建立外交关系，而波蘭政府調了4個師去兩國邊界，萬一立陶宛拒絕，波蘭將出兵入侵立陶宛。立陶宛政府及軍方知道自己不夠實力和波蘭抗衡、加上沒有國際支持，於是在3月19日接受了最后通牒。